# Thetys vagina
Thetys vagina es una especie de urocordado taliáceo siendo el miembro de mayor tamaño de la familia Salpidae y única especie válida del género Thetys. Descrita por primera vez por el zoólogo, médico, naturalista y geólogo alemán Wilhelm Gottlieb von Tilesius von Tilenau en 1802. La especie es transparente y gelatinosa. Llegan a medir hasta 30 cm de largo. Habita en las aguas cálidas de todo el mundo, e incluso se han encontrado ocasionalmente en aguas frías del Atlántico Norte. Se alimenta de plancton marino, incluyendo organismo unicelulares como dinoflagelados, silicoflagelados, diatomeas y tintínidos, así como copépodos.

### Otras referencias
- Esta obra contiene una traducción  derivada de «Thetys vagina» de Wikipedia en inglés, concretamente de esta versión del 30 de noviembre de 2014, publicada por sus editores bajo la Licencia de documentación libre de GNU y la Licencia Creative Commons Atribución-CompartirIgual 4.0 Internacional.

- Datos: Q4921692
- Multimedia: Thetys vagina / Q4921692